# Justicia global

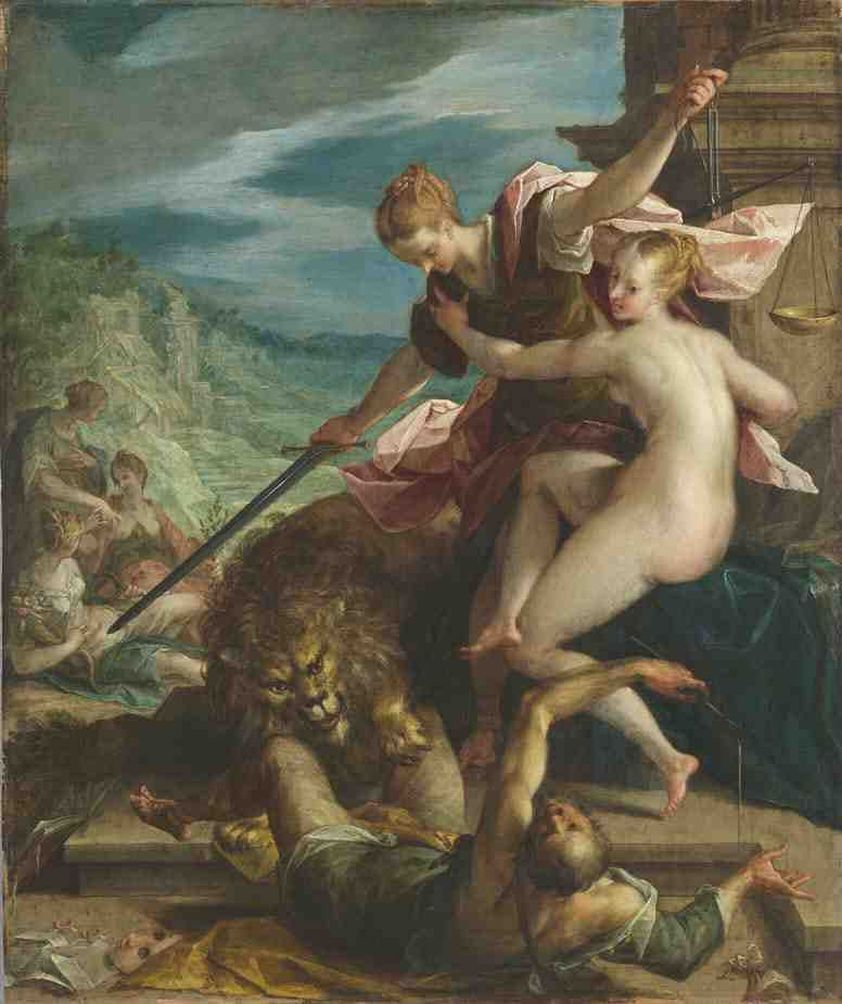
Hans von Aachen, Alegoría o El triunfo de la justicia (1598).

La justicia global es un concepto en la filosofía política que nace de la preocupación ante el hecho de que "no vivimos en un mundo justo". Las diferencias entre los seres humanos son abismales: muchas personas son extremadamente pobres, mientras que otras son extremadamente ricas. Muchos viven subyugados bajo regímenes tiránicos; muchos son vulnerables a la violencia, enfermedades y a morir de inanición de manera prematura. 
Tres preocupaciones centrales (el alcance de la justicia, la justicia distributiva y las instituciones) estructuran el debate sobre la justicia global. Las posiciones principales en tal debate —realismo, particularismo, nacionalismo, la tradición estatalista y el cosmopolitanismo— pueden ser distinguidas por sus diferentes aproximaciones a las preguntas sobre cómo se pueden entender y responder estos hechos, qué se deben los habitantes del mundo los unos a los otros, qué instituciones y que estándares éticos deben ser reconocidos y aplicados en todo el mundo.

## Contexto
El amplio contexto filosófico del debate sobre la justicia global, tanto en sus formas contemporáneas como históricas, es el tema de la imparcialidad. Muchas personas creen que tienen mayores y más importantes deberes con los miembros de su familia, sus amigos y compatriotas que con las personas extrañas y los extranjeros. Los cosmopolitas, incluyendo al griego Diógenes de Sinope, se han descrito a sí mismos como "ciudadanos del mundo. Pensadores, como el anarquista utilitarista William Godwin, han argumentado que todos tienen un derecho imparcial de hacer el mayor bien que puedan, sin preferencia por ningún ser humano sobre otro.
El contexto político del debate es el conflicto de larga duración entre las instituciones más o menos locales: tribus contra Estados, pueblos contra ciudades, comunidades locales contra imperios, estados nación contra las Naciones Unidas. Desde la Edad Moderna hasta el siglo XX, la institución política preeminente fue el Estado, que es soberano, reclama el monopolio del uso legítimo de la violencia en su territorio y existe en un sistema internacional de otros Estados soberanos. En el mismo período, el interés de los filósofos políticos en la justicia se centró casi exclusivamente en los temas domésticos: cómo deben tratar a sus ciudadanos los Estados y qué se deben los conciudadanos el uno al otro. La justicia en las relaciones entre los Estados y entre individuos del otro lado de las fronteras estatales fue puesto en segundo plano como un asunto secundario o dejado para los teóricos de las relaciones internacionales.
Desde la Primera Guerra Mundial, sin embargo, el sistema de Estados ha sido transformado por la globalización y por la creación de instituciones políticas y económicas supranacionales, tales como la Sociedad de Naciones, las Naciones Unidas y el Banco Mundial. En el mismo período y, especialmente, desde la década de 1970, la justicia global se convirtió en un tema importante en la filosofía política. En el debate contemporáneo sobre justicia global, el tema general de la imparcialidad se centra en el significado moral de los límites de la ciudadanía y de la ciudadanía compartida. Los realistas, particularistas, nacionalistas, miembros de la tradición de la sociedad de Estados y los cosmopolitas toman posiciones encontradas con respecto a estos problemas.

## Preguntas centrales
Tres preguntas relacionadas son centrales en el problema de la justicia global: el alcance de la justicia, la justicia en la distribución de la riqueza y otros bienes y las instituciones responsables de la justicia.

### Alcance
Los universalistas morales argumentaban que existían estándares éticos objetivos que aplican a todos los seres humanos, sin importar su cultura, raza, género, religión, nacionalidad y otras características distintivas. Eran rebatidos por el relativismo moral, según el cual los estándares éticos solo aplicaban en contextos limitados, tales como la cultura, nación, comunidad o asociaciones voluntarias.

### Justicia distributiva
2,8 mil millones de personas (ó el 46% de la humanidad) viven por debajo de la línea de la pobreza de 2 dólares por día. Surgen, entonces, las preguntas sobre si la "distribución" de la riqueza y otros bienes es justa, cuál es la causa que origina la pobreza o si existen injusticias sistemáticas en la economía mundial. Asimismo, se cuestiona si los ricos tienen una obligación de ayudar a los pobres o si se trata de un asunto de caridad y, por tanto, es admirable, pero no moralmente requerido. De otra parte, si los pobres deben ser ayudados, cuánta ayuda es necesaria: solo lo suficiente para que puedan cubrir sus necesidades básicas o para que puedan surgir como seres humanos.

### Instituciones
Aparecen interrogantes sobre qué instituciones (Estados, comunas, entidades federales, instituciones globales financieras como el Banco Mundial, organizaciones no gubernamentales internacionales, empresas multinacionales, cortes internacionales, un Estado mundial) alcanzarán el ideal de justicia global.

## Posiciones principales
El debate sobre la justicia global cuenta con cinco posiciones principales: realismo, particularismo, nacionalismo, la tradición de una sociedad de Estados y el cosmopolitismo (en dos formas).

### Realismo
Los realistas, como Hans Morgenthau y Kenneth Waltz, argumentan que no existen estándares éticos globales y que imaginar su existencia es una peligrosa fantasía. Los Estados son los actores principales en una anarquía internacional y ellos intentarán siempre o deberán actuar racionalmente en su propio interés. Luego, en respuesta a las tres cuestiones centrales previas: el universalismo moral es falso o dice meramente que nada está prohibido a ningún Estado en persecución de sus intereses. No existe la obligación de ayudar a los pobres, a menos que hacerlo ayude a fomentar los objetivos estratégicos del Estado. Por otra parte, el sistema estatal es tomado como el acuerdo institucional global fundamental e indubitable.